# Romário
Romário de Souza Faria vagy egyszerűen Romário (Rio de Janeiro, 1966. január 29. –) brazil labdarúgó, politikus, az América játékosa és Brazília szenátora Rio de Janeiro államból. Középcsatárként hazája válogatottjával 1994-ben világbajnok lett, de sikeresen szerepelt európai klubokban (PSV Eindhoven, FC Barcelona) és a brazil Vasco da Gamában is. Ötvenéves kora után is játszott, ami nagyon ritka a labdarúgásban.

## A válogatottban
Minden idők egyik legeredményesebb brazil csatára. 1987. május 23-án szerepelt először a nemzeti csapatban egy Írország elleni 1-0 arányban elveszített mérkőzésen Dublinban. 5 nappal később viszont Finnország ellen már az első válogatott találatát jegyezhette, majd még ebben az évben Izrael ellen kétszer zörgette meg az ellenfél hálóját.
A szöuli olimpia 1988-ban hozta meg számára az első igazi áttörést nemzetközi szinten. Vezérletével egészen a döntőig menetelt a Seleçãoval, ahol a Szovjetunió elleni 2-1-es vereség miatt az ezüstéremmel kellett megelégednie, viszont 7 góljával a torna gólkirálya lett.
Az 1990-es világbajnokságon mindössze egy mérkőzésen tudott pályára lépni sérülése miatt, ugyan Skóciát 1-0-ra legyőzték, de Romáriót a 65. percben le kellett cserélni.
A 4 évvel későbbi, Egyesült Államokban rendezett világversenyt, már egészségesen 7 mérkőzésen 5 találattal abszolválta. Az első 11-es párbajjal vívott döntőben, Roberto Baggio emlékezetes, kihagyott büntetőjének köszönhetően kerekedtek felül az olasz nemzeti tizenegyen és vihették haza a világbajnoki trófeát.
A világbajnoki cím megvédése érdekében 1997-ben a válogatottal elképesztő szezont produkált. A méltán híres Ro-Ro duó, melyet Ronaldóval együtt alkottak, ontotta a gólokat. Romário a 8 barátságos mérkőzésen 9 gólt szerzett és a Bolíviában rendezett 1997-es Copa Américán is 5 meccsen 4-szer volt eredményes. Az első FIFA által szervezett Konföderációs kupán pedig 4 találkozón 7 alkalommal talált be. A döntőben 6-0 arányban bizonyultak jobbnak Ausztráliánál és Ronaldo, valamint Romário is mesterhármast lőtt.
1998-ban Brazília a legnagyobb esélyesként utazhatott a Franciaországban rendezett világbajnokságra, azonban Romário nélkül. A kiújult lábszárizom sérülése a rendezvény kezdetéig nem regenerálódott volna, ezért Mario Zagallo nem nevezte a brazil keretbe. A nagy Ro-Ro duó, így nem képviselhette magát a vb-n, melyen Brazília a második helyen végzett, a házigazda Franciaországtól elszenvedett vereséget követően.
2002-ben a Japán/Dél-Koreai közös rendezésű vb előtt, Romário szereplése még a brazil és a nemzetközi politikai életben is témává vált. A brazil lakosság nagy része, Fernando Henrique Cardoso köztársasági elnök és maga Jasszer Arafat is helyét követelte a keretbe, végül Luiz Felipe Scolari nem nevezte a rendezvényre.
2005. április 27-én az utolsó, Guatemala elleni mérkőzésén góllal búcsúzott a válogatottól.

## Életrajza
Hivatalos mérkőzéseken majdnem 1000 gólt ért el, amit csak Pelé tudott túlszárnyalni. A brazil válogatott történetének harmadik, a brazil liga második legeredményesebb góllövője, hazájában hatszoros gólkirály. A FIFA 1994-ben a világ legjobb játékosának választotta, a nemzetközi szövetség 100. születésnapján 2004 márciusában pedig bekerült a valaha élt 125 legnagyobb játékos közé.
Yo soy El Diego című önéletrajzában Diego Maradona azt mondja róla, hogy „hihetetlen befejezőember”, „nem látott még hozzá hasonló csatárt” és hogy „gondolkodás nélkül beválasztaná álomcsapatába”.